# 324-es busz
A 324-es számú regionális autóbusz Dunakeszit köti össze Fóton és Mogyoródon keresztül Gödöllővel. Dunakeszi Barátság útjai lakótelepéről indulva a Tabánon (óváros), Alag déli részén, majd Fóton keresztülhaladva érkezik Mogyoródra és a községet hosszában átszelve, a HÉV-állomás érintésével éri el a gödöllői autóbusz-állomást. A járat a 325-ös és a 326-os busz alapjárata.

## Megállóhelyei
Az átszállási kapcsolatok között a mogyoródi HÉV-állomásig közlekedő 325-ös autóbusz nincsen feltüntetve!
| 0  | Dunakeszi, Barátság utca 39. végállomás | 26 | 301, 302, 303, 305, 306, 371 |
| 1  | Dunakeszi, Barátság utca 9.             | ∫  | 301, 302, 303, 305, 306, 371 |
| ∫  | Dunakeszi, templom                      | 25 | 300, 301, 305, 371 |
| ∫  | Dunakeszi, benzinkút                    | 24 | 300, 302, 305, 306, 371 |
| 2  | Dunakeszi, Szakorvosi Rendelő           | 23 | 300, 301, 302, 303, 305, 306, 371 |
| 3  | Dunakeszi, Szent István utca            | 22 | 371 |
| 4  | Dunakeszi, Táncsics utca                | 21 | 371 |
| 5  | Dunakeszi, Fóti út 2.                   | 20 | 308, 309, 310, 311, 371 S70 G70 |
| 6  | Dunakeszi, Fóti út 30.                  | 19 | 371 |
| 7  | Dunakeszi, Fóti út 56.                  | 18 | 371 |
| 8  | Dunakeszi, Rehabilitációs Intézet       | 17 | 371 |
| 9  | Dunakeszi, alagi temető                 | 16 | 371 |
| 10 | Fót, Keleti Márton utca                 | 15 | 371 |
| 11 | Fót, Győrffy utca 9-11.                 | 14 | 371 S71 G71 |
| 12 | Fót, Kossuth út                         | 13 | 308, 309, 310, 313, 314, 315, 316, 318, 319, 326, 371 |
| 13 | Fót, Gyermekváros (Templom)             | 12 | 308, 309, 310, 313, 314, 315, 316, 317, 318, 319, 326, 371 |
| 14 | Fót, Vörösmarty utca                    | 11 | 317, 320, 326 |
| 15 | Fót, Kézműipari Vállalat                | 10 | 317, 320, 326 |
| 16 | Mogyoród, Mátyás király utca            | 9  | 317, 320, 321, 326 |
| 17 | Mogyoród, Mázsa tér                     | 8  | 317, 320, 321, 326 |
| 18 | Mogyoród, patak híd                     | 7  | 317, 320, 321, 326 |
| 19 | Mogyoród, Újfalu                        | 6  | 317, 320, 321, 326 |
| 20 | Mogyoród, Ring fogadó                   | 5  | 317, 320, 321, 326 |
| 21 | Mogyoród, Szadai elágazás               | 4  | 317, 320, 321, 326 |
| 22 | Mogyoród, HÉV állomás                   | 3  | 317, 320, 321, 326 |
| 23 | Mogyoród, EGIS telep                    | 2  | |
| 24 | Gödöllő, Szabadság tér                  | 1  | 317, 402, 412, 422, 432, 442, 446, 447, 448, 450, 451, 452, 453, 454, 455, 464, 466, 470, 471, 472, 473, 474, 475, 476, 477, 478, 479 1052, 1076                                                                                               |
| 25 | Gödöllő, autóbusz-állomás végállomás    | 0  | 317, 402, 404, 405, 406, 407, 410, 412, 422, 426, 430, 432, 440, 441, 442, 444, 446, 447, 448, 450, 451, 452, 454, 455, 461, 463, 464, 465, 466, 468, 469, 470, 471, 472, 473, 474, 475, 476, 477, 478, 479 1040, 1049, 1052, 1076, 1077, 1078 |